# Casti-Wergenstein
Casti-Wergenstein foi uma comuna da Suíça, no Cantão Grisões, com cerca de 57 habitantes. Estendia-se por uma área de 25,59 km², de densidade populacional de 2 hab/km². Confinava com as seguintes comunas: Andeer, Clugin, Donat, Mathon, Safien, Sufers.
A língua oficial nesta comuna era o Alemão e Romanche.

## História
Em 1 de janeiro de 2021, passou a formar parte da nova comuna de Muntogna da Schons.